# NGC 248
NGC 248 est une nébuleuse en émission située dans le Petit Nuage de Magellan (PNM), donc à environ 199 000 années-lumière de nous.
Elle a été découverte par John Herschel en 1834.

NGC 248 par le télescope spatial Hubble.

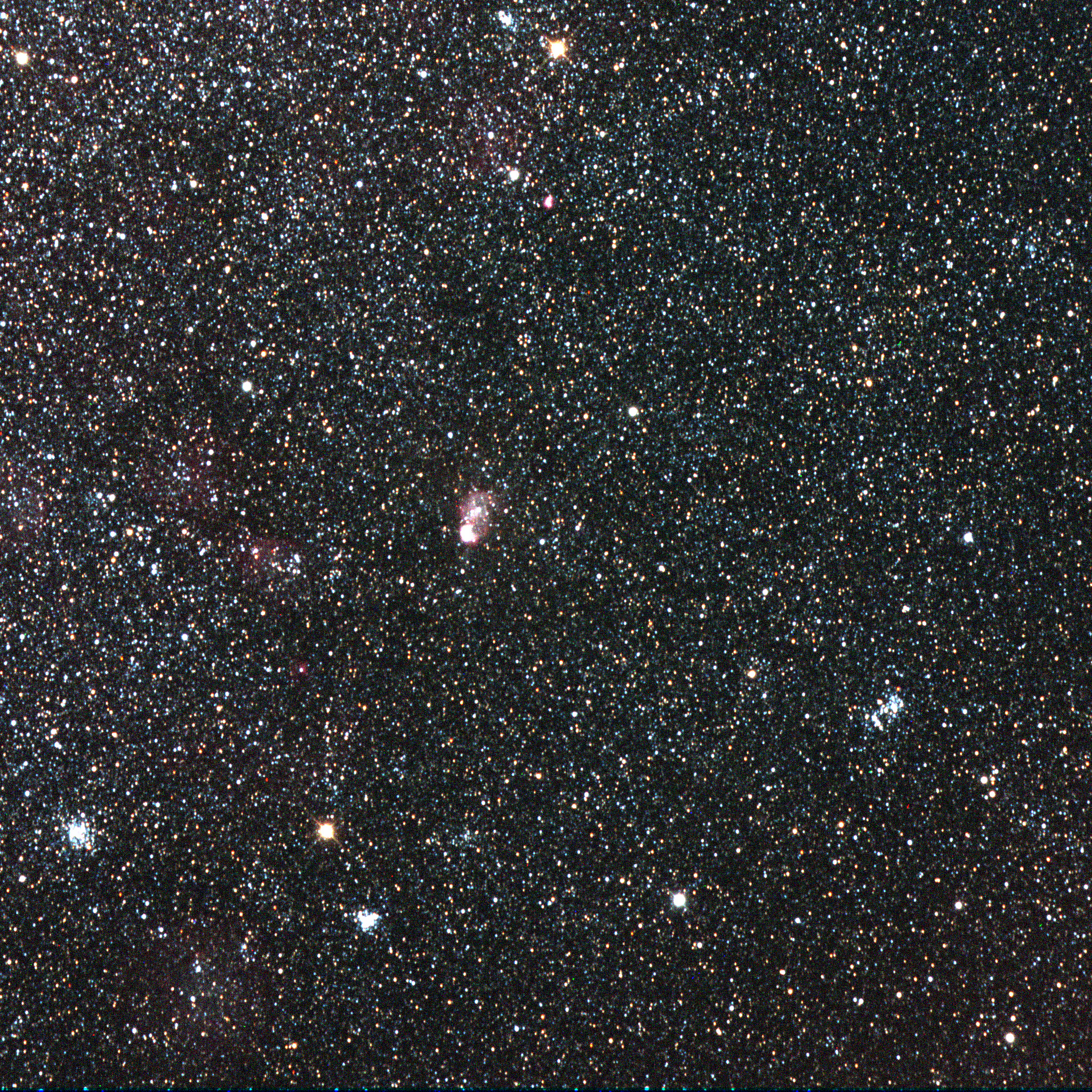
NGC 248 par le télescope PROMPT à l'Observatoire interaméricain du Cerro Tololo.

De nombreuses nébuleuses en émission sont présentes dans cette région du PNM, comme le montre cette image publiée sur le site du département de physique du Texas Tech University.